# Michiel van der Voort (letterkundige)
Michiel van der Voort (Antwerpen, 18 juli 1812 - Sint-Joost-ten-Node, 9 februari 1867) was een actieve voorstander van de Nederlandse taal.

## Levensloop
Van der Voort werd in Antwerpen leraar aan het koninklijk atheneum. In 1840 trouwde hij een verhuisde naar Brussel. Hij werd er beëdigd vertaler en bureauchef bij een verzekeringsmaatschappij.
Hij behoorde tot de eersten onder de Antwerpse Vlaamsgezinden die zich groepeerden. 
- In 1835 behoorde hij tot de medestichters van het vernieuwde De Olijftak.
- In 1836 stichtte hij het letterkundig weekblad De Fakkel, dat het slechts enkele nummers volhield.
- In 1837 schreef hij Coup d'oeil sur la langue et la littérature flamande.

Hij was voorstander van de Belgische eenheid en beschouwde het Nederlands als een belangrijk wapen om Frankrijk op afstand te houden en een garantie tegen de culturele en politieke druk vanuit dit land.
Eenmaal in Brussel werd hij actief in allerhande initiatieven om het Nederlands in de hoofdstad te ondersteunen.
- In 1840 werd hij lid en verschillende keren voorzitter van het toneelgezelschap De Wijngaard.
- In 1842 behoorde hij tot de stichters van het Nederduitsch Tael- en Letterkundig Genootschap.
- In 1844 stichtte hij het Vlaemsch Taelverbond
- In 1845 nam hij het initiatief voor de oprichting van De Vlaemsche Verbroedering.
- Hij werd korte tijd lid van het Heilig Verbond.
- In 1849 organiseerde hij het Vlaemsch Midden-Comiteit. Onder zijn leiding deed het propaganda en legde zich vanaf 1853 vooral toe op de vernederlandsing van het landbouwonderwijs.
- Vanaf 1852 zette hij zich in voor het Nederlands theater in de hoofdstad. Hij organiseerde toneelvoorstellingen en stichtte er op 1 augustus 1852 de Vlaamse vrijzinnige volksmaatschappij De Veldbloem, waaraan hij aanvankelijk avondonderwijs gaf. Hij drong aan voor de oprichting van een volkstheater in Brussel.
- In 1856 werd hij lid van de Vlaemsche Grievencommissie. Hij had voor de oprichting van deze commissie sterk aangedrongen bij eerste minister Pierre de Decker. Hij verdedigde de resultaten van deze commissie onder meer in het blad De Grondwet, tegen de kritiek van Charles Rogier. De moeilijkheden binnen en rond de Grievencommissie deden hem besluiten dat de traditionele Vlaamse Beweging faalde.
- In 1856 was hij secretaris en referent op het Vijfde Nederlandsch Taal- en Letterkundig Congres. Hij verklaarde er dat het noodzakelijk was de Vlaamse kwestie als een politiek probleem te beschouwen.
- In 1858 was hij medestichter van Vlamingen Vooruit, een progressieve, Vlaamsgezinde organisatie.
- In 1858 werd een verkoop van zijn inboedel gedaan, omdat hij geweigerd had een Franstalige belastingaanslag van de gemeente Schaarbeek te betalen. Om hem te steunen werd een nationale inschrijving georganiseerd.
- In 1861 was hij medestichter van het Vlaamsch Verbond, dat een derde politieke partij wilde oprichten, maar hier niet in slaagde.
- In 1864 nam hij deel aan de eerste bijeenkomst van de Landdagbeweging en werd er toegejuicht. Kort daarop werd hij ziek en staakte hij de meeste van zijn activiteiten.
- Hij bleef alleen nog actief in de Ligue de l'Enseignement.

## Publicaties
- Coup d'oeil sur la langue et la littérature flamande en Belgique, considérée comme langue et littérature nationale, 1837.
- Un mot sur la question d'orthographe flamande, 1839.
- Les avantages de l'orthographe flamande proposée par la commission royale, 1842.
- Verslag over de grondbeginselen van het Vlaemsch Taelverbond, 1845.
- Maria van Bourgondië, 1844.
- Traduction du rapport sur le projet de loi concernant les écoles agricoles, 1854.
- Redevoering uitgesproken op het graf van Prudens van Duyse.